# Free!
Free! je japonský anime seriál, za jehož produkcí stojí studia Kyoto Animation a Animation Do. První dvě řady jsou volně založeny na light novele High Speed! (japonsky ハイ☆スピード!, Hai supído!), která byla vydána v červenci 2013. Jejím autorem je Kódži Ódži, jenž získal v roce 2011 čestné uznání ve druhém ročníku ocenění Kyoto Animation. První řada, mezinárodně distribuovaná pod názvem Free! Iwatobi Swim Club, měla v Japonsku premiéru v červenci 2013 a druhá řada Free! Eternal Summer byla vysílána v roce 2014. Roku 2018 byla odvysílána třetí řada Free! Dive to the Future. Hiroko Ucumi je režisérem prvních dvou řad seriálu, zatímco třetí řadu režíroval Eisaku Kawanami.
V prosinci 2015 byl v japonských kinech uveden film Eiga High Speed!: Free! Starting Days, který zachycuje děj druhého svazku light novely High Speed!. V roce 2017 byly vydány další tři filmy. Film Gekidžóban Free! Timeless Medley rekapituluje události druhé řady a byl vydán ve dvou částech, Kizuna a Jakusoku. Třetí film Gekidžóban Free! Take your Marks je tvořen zcela novými příběhy a je pokračováním předešlých řad. V červenci 2019 měl premiéru film Gekidžóban Free! Road to the World – Jume, který zrekapituloval třetí řadu seriálu.
V pořadí pátý film měl být uveden v roce 2020, a to během Letních olympijských her. Olympiáda a film však byly odloženy na rok 2021. Film, jež je závěrečným dílem v sérii, se jmenuje Gekidžóban Free! The Final Stroke a je rozdělen do dvou částí. První část (Zenpen) měla premiéru v září 2021 a druhá část (Kóhen) bude mít premiéru v dubnu 2022.

## Příběh
Free se odehrává v japonském městě Iwatobi, které je založeno na městě Iwami v Tottori. Příběh sleduje život středoškoláka Haruky Nanaseho, který je nadaným plavcem. Poté, co narazí na svého rivala z dětství Rina Macuokyho, který navštěvuje Akademii Samezuka, se rozhodne se svými přáteli obnovit tradici plaveckého týmu Iwatobi. Kromě jeho přátel z dětství, kterými jsou Makoto Tačibana a Nagisa Hazuki, je do týmu přijat Rei Rjugazaki. Zatímco tým trénuje na turnaje, rivalita mezi Harukou a Rinem eskaluje, a to zejména kvůli Rinovi, který čelí přes svou stále se zvyšující soutěživost neúspěchům. Během štafetového závodu na prefektním turnaji však iwatobijský tým připomíná Rinobi jejich přátelství. Přestože byli chlapci diskvalifikováni, jejich vztahy se díky závodu zlepšily.
Haruka navštěvuje ve Free! Eternal Summer závěrečný ročník střední školy a stále neví, co bude dělat po jejím absolvování. Mezitím se Rinův kamarád z dětství, Sosuke Jamazaki, rozhodl přestoupit na Akademii Samezuka. Rin doufá, že bude závodit se Sosukem, neví však, že si Sosuke zranil z nadužívání své rameno. Během regionální soutěže je Haruka přemožen tlakem z vystupování před diváky a je ztracen v tom, co bude dělat v budoucnu. Dále se dozvídá, že jeho nejlepší přítel, Makoto Tačibana, opouští Iwatobi a odjíždí do Tokija, aby navštěvoval tamější univerzitu. Haruka se uzavírá sám do sebe. Nakonec však s pomocí svých přátel podniká výlet do Sydney, kde navštíví Mezinárodní centrum vodních sportů. Rozhodne se díky tomu pokračovat v plavecké kariéře a soutěžit na univerzitní úrovni.
Ve Free! Dive to the Future je Haruka studentem Univerzity v Hidace a znovu se setkává se svými přáteli ze střední školy. Ne však s Ikujou Kirišimou, kterého stále tíží skutečnost, že se jejich bývalý tým z ničeho nic rozpadl. Haruka začíná vedle volného způsobu trénovat i další styly, aby se s Ikujou usmířil. Nakonec s ním soutěží v závodě jednotlivců. Ačkoli se jim podařilo obnovit jejich přátelství, musí Haruka čelit realitě, že bude soutěžit s plavci na jeho úrovni a vyšší. Navzdory tomu se zavazuje, že bude pokračovat v plavecké kariéře a soutěžit na mezinárodní úrovni.

## Postavy

### Střední škola Iwatobi
- Haruka Nanase (japonsky 七瀬 遙, Nanase Haruka)

Dabing: Nobunaga Šimazaki, Megumi Macumoto (dítě)
- Makoto Tačibana (japonsky 橘 真琴, Tačibana Makoto)

Dabing: Tacuhisa Suzuki, Sacuki Jukino (dítě)
- Nagisa Hazuki (japonsky 葉月 渚, Hazuki Nagisa)

Dabing: Cubasa Jonaga, Satomi Sató (dítě)
- Rei Rjúgazaki (japonsky 竜ヶ崎 怜, Rjúgazaki Rei)

Dabing: Daisuke Hirakawa, Jóko Hikasa (dítě)
- Romio Hajafune (japonsky 早船 ロミオ, Hajafune Romio)

Dabing: Acuši Abe
- Šizuru Isurugi (japonsky 石動 静流, Isurugi Šizuru)

Dabing: Jošicugu Macuoka

### Akademie Samezuka
- Rin Macuoka (japonsky 松岡 凛, Macuoka Rin)

Dabing: Mamoru Mijano, Akeno Watanabe (dítě)
- Sósuke Jamazaki (japonsky 山崎 宗介, Jamazaki Sósuke)

Dabing: Jošimasa Hosoja
- Aiičiró Nitori (japonsky 似鳥 愛一郎, Nitori Aiičiró)

Dabing: Kóki Mijata
- Seidžúró Mikošiba (japonsky 御子柴 清十郎, Mikošiba Seidžúró)

Dabing: Kendžiró Cuda
- Momotaró Mikošiba (japonsky 御子柴 百太郎, Mikošiba Momotaró)

Dabing: Ken’iči Suzumura

### Střední škola Iwatobi/Tokio
- Asahi Šiina (japonsky 椎名 旭, Šiina Asahi)

Dabing: Tošijuki Tojonaga
- Ikuja Kirišima (japonsky 桐嶋 郁弥, Kirišima Ikuja)

Dabing: Kóki Učijama
- Hijori Tóno (japonsky 遠野 日和, Tóno Hijori)

Dabing: Rjóhei Kimura
- Kisumi Šigino (japonsky 鴫野 貴澄, Šigino Kisumi)

Dabing: Čihiro Suzuki, Rina Sató (dítě)
- Nacuja Kirišima (japonsky 桐嶋 夏也, Kirišima Nacuja)

Dabing: Kendži Nodžima
- Nao Serizawa (japonsky 芹沢 尚, Serizawa Nao)

Dabing: Satoši Hino

### Ostatní
- Gó Macuoka (japonsky 松岡 江, Macuoka Gó)

Dabing: Akeno Watanabe
- Ajumu Kunikida (japonsky 国木田 歩, Kunikida Ajumu)

Dabing: Rjó Hirohaši
- Miho Amakata (japonsky 天方 美帆, Amakata Miho)

Dabing: Sacuki Jukino
- Goró Sasabe (japonsky 笹部 吾朗, Sasabe Goró)

Dabing: Hiroši Janaka
- Rjúdži Azuma (japonsky 東 龍司, Azuma Rjúdži)

Dabing: Takeši Kusao
- Michail Makarovič Nitori (japonsky ミハイル・マカロービィチ・ニトリ, Mihairu Makaroobiči Nitori)

Dabing: Hidenobu Kiuči
- Isuzu Mikošiba (japonsky 御子柴 五十鈴, Mikošiba Isuzu)

Dabing: Rina Sató
- Albert Volandel (japonsky アルベルト ヴォーランデル, Aruberuto Vóranderu)

Dabing: Jeff Manning
- Kaede Kindžó (japonsky 金城 楓, Kindžó Kaede)

Dabing: Daisuke Ono

## Média

### Anime seriál
V dubnu 2012 vydalo studio Animation Do úvodní obrázek nového projektu a v březnu 2013 na něj byla vydána televizní upoutávka, která se brzy nato stala populární. Kyoto Animation oznámilo animovaný seriál 26. dubna 2013, a to během živého přenosu na platformě Niconico. 12dílný televizní anime seriál vyrobilo ve spolupráci s Animation Do. Režíroval jej Hiroko Ucumi, scénář napsal Masahiro Yokotani, postavy navrhl Futoši Nišija a hudbu složil Tacuja Kató. Byl premiérově vysílán od 4. července do 26. září 2013 na televizní stanici Tokyo MX. Mimo jiné byl seriál streamován na japonské platformě Niconico a souběžné vysílán společností Crunchyroll, které k němu vlastní i distribuční práva. Řada byla vydána mezi 11. zářím 2013 a 5. únorem 2014 na šesti DVD a Blu-ray discích, přičemž některé z nich obsahovaly krátké bonusové epizody.
13dílná druhá řada, která nese název Free! Eternal Summer, byla premiérově vysílána od 2. července do 24. září 2014. Společnost Funimation licencovala řadu v Severní Americe, aby ji zde streamovala a distribuovala na domácím videu, a pokoušela se vyjednávat s Crunchyrollem o vydání první řady na domácím videu. První řadu však jménem Crunchyrollu vydalo na DVD s anglickými titulky Discotek Media. To mimo jiné uvedlo, že v anglickém znění může být vydána později. První řada je v anglickém znění dostupná na streamovací službě Crunchyroll. Dne 9. května 2017 ji Crunchyroll a Funimation vydalo s anglickým dabingem na DVD a Blu-ray discích. Madman Entertainment je distributorem první řady v Austrálii a na Novém Zélandu.
Free! Dive to the Future je 12dílná třetí řada seriálu, jež byla premiérově vysílána mezi 11. červencem a 26. zářím 2018. Režisérem třetí řady se stal Eisaku Kawanami a členové produkčního štábu a hereckého obsazení se navrátili do svých rolí.

### Filmy
Dne 5. prosinci 2016 byl v japonských kinech uveden animovaný film Eiga High Speed!: Free! Starting Days, jež zachycuje události druhého svazku light novely High Speed!. Film režíroval Jasuhiro Takemoto a scénář k němu napsala Maiko Nišioková. Autorem námětu je Masahiro Yokotani a postavy navrhl Futoši Nišija, který zároveň pracoval na filmu jako šéfrežisér animace.
V roce 2017 oznámilo studio Kyoto Animation tři nové filmy. První z filmů se jmenuje Gekidžóban Free! Timeless Medley – Kizuna a druhý Gekidžóban Free! Timeless Medley – Jakusoku. Oba dva rekapitulují druhou řadu seriálu Free! Eternal Summer a objevují se v nich nové scény. Kizuna se zaměřuje na pět hlavních členů plaveckého klubu Iwatobi, přičemž Jakusoku se zaměřuje na postavy Rina a Sousukeho z plaveckého klubu Samezuka. První film měl premiéru 22. dubna a druhý 1. července 2017. Příběh třetí filmu Gekidžóban Free! Take your Marks se odehrává na jaře a sleduje Haruku, který je v posledním ročníku střední školy, a ostatní, kteří se ve svém životě posouvají kupředu. Film byl vydán 28. října 2017. Všechny tři filmy režíroval Eisaku Kawanami a pracovala na nich většina z produkčního štábu anime seriálu a filmu High Speed!, jako jsou skladatelé Masahiro Jokotani a Tacuja Kató a designér postav Futoši Nišija. Společnost Funimation odkoupila práva k distribuci těchto tří filmů a filmu High Speed!, přičemž film Take Your Marks uvedla v amerických kinech 14. března 2018 v původním znění s anglickými titulky.
Po odvysílání finální epizody třetí řady byl oznámen nový animovaný projekt, který měl mít premiéru v roce 2020. Později se ukázalo, že se jedná o dva samostatná filmy. Film Gekidžóban Free! Road to the World – Jume měl premiéru 5. července 2019 a zrekapituloval třetí řadu.
Zcela nový film měl být vydán ve třetím čtvrtletí 2020, avšak byl odložen. Kyoto Animation mělo 19. července 2019 v plánu zveřejnit nové informace a trailer připravovaného filmu. Událost, na které trailer měl být odhalen, však byla v důsledku žhářského útoku na studio zrušena. Dne 15. srpna 2020 studio oznámilo, že film by měl mít premiéru v roce 2021. Nese název Gekidžóban Free! The Final Stroke a je rozdělen do dvou částí; první část (Zenpen) měla premiéru 17. září 2021 a druhá část (Kóhen) bude mít premiéru 22. dubna 2022. Film opět režíruje Eisaku Kawanami.

### Hudba
Úvodní znělkou první řady je „Rage On“ od hudební skupiny Oldcodex a závěrečnou „Splash Free“ od Style Five (Nobunaga Šimazaki, Tacuhisa Suzuki, Mamoru Mijano, Cubasa Jonaga a Daisuke Hirakawa). Závěrečnou znělkou 12. epizody je „Ever Blue“ a nazpívalo ji také Style Five. Singl „Rage On“ byl vydán 17. července 2013 a prodalo se jej více než 24 281 kopií. Singl „Splash Free“ byl vydán 7. srpna 2013 a bylo prodáno přes 47 646 kopií. Za úvodní znělkou druhé řady opět stojí kapela Oldcodex a jmenuje se „Dried Up Youthful Fame“ a za závěrečnou znělkou „Future Fish“ stojí Style Five. Závěrečnou znělkou 13. dílu se stala píseň „Clear Blue Departure“, za kterou stojí Nobunaga Šimazaki, Tacuhisa Suzuki, Cubasa Jonaga, Daisuke Hirakawa, Mamoru Mijano, Jošimasa Hosoja, Kóki Mijata a Ken’iči Suzumura. Úvodní znělkou třetí řady je „Heading to Over“ od Oldcodexu a závěrečnou „Gold Evolution“ Style Five.
Pět charakterových písní, které nazpívali dabéři hlavních postav anime, bylo vydáno jako singly. Charakterové písně s Harukou Nanasem (nazpívaná Šimazakim) a s Makotem Tačibanou (nazpívaná Suzuki) byly vydána 7. srpna 2013. První jmenované se prodalo přibližně 20 371 kopií a druhé 23 487 kopií. Singly s Rinem Macuokou (nazpívaná Mijanem), s Nagisou Hazukim (nazpívaná Jonagou) a s Reiem Rjúgazakim (nazpívaná Hirakawou) byly vydány 4. září 2013. Singl s Rinem prodal 18 698 kopií, s Reiem 15 021 kopií a Nagisou 14 283 kopií.
Dabéři hlavních postav nazpívali také čtyři charakterové duety. Singl s Harukou a Makotem byl vydán 18. prosince 2013 a prodalo se jej 16 361 kopií. Singl s Nagisou a Reiem byl vydán 15. ledna 2014 a prodal 11 980 kopií. Dne 12. února 2014 vyšel singl s Reiem a Rinem, kterého se prodalo 13 389 kopií. Poslední singl, ve kterém se objevil Haruka a Rin, vyšel 19. března 2014 a prodal 15 866 kopií.

### Ostatní
Autorem původní light novely High Speed! (japonsky ハイ☆スピード!, Hai supído!) je Kódži Ódži a ilustrátorem Futoši Nišija. Ódži se roku 2011 účastnil druhého ročníku ocenění Kyoto Animation, ve kterém získal v kategorii románů čestné uznání. Kyoto Animation vydalo první svazek 8. července 2013. Druhý svazek byl vydán 2. července 2014 a jeho příběh se zaměřuje na Haruku a Makotu, kteří navštěvují střední školu.
Internetové rádio, pojmenované Iwatobi Channel (japonsky イワトビちゃんねる, Iwatobi čanneru), začalo vysílat 17. června 2013. Show je vysílána každé pondělí a je produkována japonskými internetovými rádio stanicemi Lantis Web Radio a Onsen. Moderují ji Nobunaga Šimazaki a Tacuhisa Suzuki, kteří jsou dabéry postav Haruky Nanaseho a Makoty Tačibany v anime. Mezi 21. srpnem a 25. zářím 2013 byly vydány dvě kompilující CD.
Dva svazky rozhlasové hry, která nese název Iwatobi High School Swimming Club Activity Journal (japonsky 岩鳶高校水泳部活動日誌, Iwatobi kókó suiei-bu kacudó nišši), byly vydána 21. srpna a 25. září 2013.